# Attica (miasto)
Attica – miasto w Stanach Zjednoczonych, w stanie Nowy Jork, w hrabstwie Wyoming.